# Festivalul Internațional de Film de Animație de la Annecy
Festivalul Internațional de Film de Animație de la Annecy (în franceză Festival international du film d'animation d'Annecy, prescurtat oficial în engleză ca Festivalul de la Annecy sau, pur și simplu, Annecy) a fost creat în 1960 și are loc la începutul lunii iunie în orașul Annecy, Franța. Inițial având loc o dată la doi ani, festivalul a devenit un eveniment anual în 1998.

## Istoria festivalului
În anii 1960, existența unui club de film foarte activ în regiunea Savoia, combinată cu întâlnirile organizatorilor săi cu echipa Journées du Cinéma (Zilele Cinematografiei), a facilitat înființarea Journées Internationales du Cinéma d'Animation (JICA) la Annecy. Pierre Barbin, André Martin și Michel Boschet au fost membrii fondatori. Într-adevăr, în 1956, directorii clubului de film, prezenți la Cannes pentru a participa la prima ediție a JICA, în paralel cu marele festival, și-au dat seama că festivalul nu funcționa, deoarece vedetele de film monopolizau atenția publicului și a jurnaliștilor. Întâlnirea dintre cele două echipe a dat naștere ideii de a înființa un festival de animație la Annecy.
În 1968, festivalul, la fel ca multe altele din acel an, a fost întrerupt de Mai '68. În 1971, au avut loc discuții între organizatori și Asociația Internațională a Filmului de Animație (ASIFA) cu privire la metoda de selecție a filmelor prezentate. Până în 1975, Festivalul a cunoscut o creștere bruscă a numărului de participanți, atât în rândul profesioniștilor, cât și al delegațiilor străine, a abonaților și spectatorilor. Sosirea primelor imagini produse cu ajutorul computerelor a creat o divizare între artiștii convenționali și cei care erau în favoarea acestor noi tehnici.
În anii 1980, festivalul popularizat de public l-a inclus pe animatorul maghiar József Gémes, cu filmul său „Timpuri eroice”, care a câștigat primul premiu pentru lungmetraj în 1985. În același an, a fost organizată concomitent prima ediție a Pieței Internaționale de Film de Animație (MIFA), cu un rol complementar. Studiourile americane au devenit din ce în ce mai vizibile la eveniment, în special printr-o proiecție publică a unui program de 9 filme Disney premiate cu Oscar, un omagiu adus Warner Bros. Animation în 1987 și prin primirea unei delegații numeroase de la Walt Disney Pictures pentru prima dată în 1989. Între 1983 și 1997, numărul participanților a crescut de la 900 acreditați în 1983 la 4.300 în 1997, iar numărul de filme primite de la 386 la 1.271. Acești factori au dus la o acoperire media din ce în ce mai semnificativă, cu aproape 300 de jurnaliști prezenți la sfârșitul anilor 1990. Din 1983, succesul evenimentului a dus la o creștere a numărului de profesioniști cu orientare culturală sau economică.
În anii 2000, Festivalul de la Annecy era în plină expansiune, proiecțiile în avanpremieră se înmulțind, ceea ce a dus la o acoperire mediatică mai mare a evenimentului. Franța și Europa au început să producă filme de animație și în Japonia, Coreea de Sud, Statele Unite, Canada, America Latină etc.
În 2006 a fost creată Cité de l'Image en Mouvement (CITIA). Proiectul său s-a axat pe trei piloni (cultură, economie și formare profesională), iar diverse inițiative au fost implementate la nivel local: o expoziție permanentă despre cinematografia de animație, dezvoltarea de programe de educație artistică, înființarea de programe de învățământ superior cu Școala de Film Gobelins, crearea unui eveniment dedicat conținutului și noilor media, Forumul Alb și înființarea unui fond pentru sprijinirea producției de opere digitale.
La sfârșitul ediției din 2012 a festivalului, Marcel Jean a fost numit delegat artistic. El i-a succedat lui Serge Bromberg, care deținea funcția din 1999. În 2015, a decis să onoreze femeile și a format un juriu exclusiv feminin, dedicând numeroase programe de patrimoniu regizoarelor care și-au pus amprenta asupra istoriei. A creat noi secțiuni competitive cu scopul de a promova prezența tuturor tipurilor de filme în selecție. Acest lucru a dus la crearea secțiunilor de scurtmetraje Off Limits (2014), Perspectives (2017) și Young Audiences (2017), precum și a unei a doua secțiuni competitive dedicate lungmetrajelor, numită Contrechamp (2019).
A 60-a ediție, programată inițial pentru 15-19 iunie 2020, a fost anulată pe 7 aprilie din cauza pandemiei de COVID-19, iar a 61-a ediție a avut loc în perioada 14-19 iunie 2021.

## Caracteristicile festivalului
Festivalul este o competiție între filme de animație realizate cu diverse tehnici (tradiționale, decupate, plastilina, CGI etc.) clasificate în diverse categorii:
- Filme artistice
- Scurtmetraje
- Filme produse pentru televiziune și publicitate
- Filme studențești
- Filme realizate pentru internet (din 2002)
- Lungmetraje Contrechamp în competiție (din 2007)[4]

Pe parcursul festivalului, pe lângă filmele concurente proiectate în diverse cinematografe din oraș, este organizată o proiecție nocturnă în aer liber pe Pâquier, în centrul orașului, printre lac și cu munți. În funcție de tema festivalului, sunt proiectate pe ecranul gigant filme clasice sau recente. Sâmbătă seara, sunt premiați toți câștigătorii.

## Premii acordate

### Scurtmetraje
- 1960 - Lev a pisnicka (Marele Premiu)
- 1962 - Omul Zburător (Marele Premiu)
- 1963 - Spatne namalovana slepice (Marele Premiu)
- 1965 - La demoiselle et le violoncelliste (Marele Premiu)
- 1967 - Arès contre Atlas (Marele Premiu)
- 1967 - Klatki (Marele Premiu)
- 1967 - Krotitelj divljih konja (Marele Premiu)
- 1967 - Respirația (Marele Premiu)
- 1971 - Apel (Marele Premiu)
- 1971 - Nevesta (Marele Premiu)
- 1971 - Aventurile ulterioare ale unchiului Sam (Marele Premiu)
- 1973 - Filmul Frank (Marele Premiu)
- 1975 - Le Pas (Marele Premiu)
- 1977 - David (Marele Premiu)
- 1977 - Castelul de nisip (Marele premiu)
- 1979 - Viața de apoi (Marele Premiu)
- 1979 - Domnul Pascal (Marele Premiu)
- 1981 - Tango (Marele Premiu)
- 1983 - Moznosti dialogu (Marele Premiu)
- 1985 - Een griekse tragedie (Marele Premiu)
- 1987 - L'homme qui plantait des arbres (Marele Premiu)
- 1987 - Smatchkan sviat (Marele Premiu)
- 1991 - The Hill Farm (Marele Premiu)
- 1993 - Le Fleuve aux grandes eaux (Marele Premiu)
- 1995 - Switchcraft (Grand prix du court métrage)
- 1997 - La Vieille Dame et les Pigeons (Marele Premiu al Curții de Métrage)
- 1998 - Nachtvlinders (Marele Premiu al Curții de Métrage)
- 1999 - When the Day Breaks (Grand prix du court métrage)
- 2000 - Bătrânul și marea (Marele premiu al curtii de film)
- 2001 - Tată și fiică (Grand prix du court métrage)
- 2002 - Cod de bare (Grand prix du court métrage)
- 2003 - Atama Yama (Le Cristal d'Annecy)
- 2004 - Lorenzo (Le Cristal d'Annecy)
- 2005 - Misterioasele Explorări Geografice ale lui Jasper Morello (Le Cristal d'Annecy)
- 2006 - Histoire tragique avec fin heureuse (Le Cristal d'Annecy)
- 2007 - Petru și Lupul (Le Cristal d'Annecy)
- 2008 - La maison en petits cubes (Le Cristal d'Annecy)
- 2009 - Slavar (Le Cristal d'Annecy)
- 2013 - BoOzy' OS și Cristal Gem (+ de curti! Concurs de film de animație online de la Annecy)

### Lungmetraje
- 1995 - Heisei tanuki gassen Pompoko (Marele premiu al lungului métrage)
- 1997 - James and the Giant Peach (Grand prix du long métrage)
- 1998 - M-am căsătorit cu o persoană ciudată (Grand prix du long métrage)
- 1999 - Kirikou et la sorcière (Marele premiu al lungului métrage)
- 2001 - Mutant Aliens (Marele Premiu pentru Long Métrage)
- 2002 - Mari Iyagi (Marele premiu al lungi métrage)
- 2003 - Viața mea ca McDull (Le Cristal du long métrage)
- 2004 - Oseam (Le Cristal du long métrage)
- 2005 - Nyócker! (Le Cristal du long métrage)
- 2006 - Renaștere (Le Cristal du long métrage)
- 2007 - Slipp Jimmy fri (Le Cristal du long métrage)
- 2008 - Sita Sings The Blues (Le Cristal du long métrage)
- 2009 - Coraline / Mary and Max (Le Cristal du long métrage)

### Filme de televiziune
- 1995 - Insectors : Le pont de la Konkorde (Premiu mare al filmelor de televiziune)
- 1997 - Faimosul Fred (Marele Premiu al Filmelor TV)
- 1998 - Die Hard (Marele premiu acordat à une serie TV)
- 2000 - The Periwig-Maker (Marele premiu al filmului TV)
- 2002 - Salteaua Hamilton (Marele Premiu)
- 2003 - Verte (Le Cristal pour une production TV)
- 2004 - Creature Comforts „Pisici sau câini?” (Le Cristal pour une production TV)
- 2005 - Purcelușa Peppa - "Mama Purcelușă muncește" (Le Cristal pour une production TV)
- 2006 - Pocoyo "A Little Something Between Friends" (Le Cristal pour une production TV)
- 2007 - Shaun the Sheep "Still Life" (Le Cristal pour une production TV)
- 2008 - Moot Moot L'enfer de la mode "Moot Moot 'L'enfer de la mode'" (Le Cristal pour une production TV)
- 2009 - Log Jam „Bușteanul”, „Ploaia”, „Luna”, „Șarpele” (Cristalul pentru o producție TV)